# Seuneubok Cina
Seuneubok Cina is een bestuurslaag in het regentschap Aceh Timur van de provincie Atjeh, Indonesië. Seuneubok Cina telt 853 inwoners (volkstelling 2010).